# 偽二點葉蟎
偽二點葉蟎（学名：Tetranychus truncatus）为葉蟎科葉蟎屬下的一个种。